# Scheloribates baloghi
Scheloribates baloghi är en kvalsterart som beskrevs av Kardar 1976. Scheloribates baloghi ingår i släktet Scheloribates och familjen Scheloribatidae. Inga underarter finns listade i Catalogue of Life.